# Plan-ET
Jaume Forteza, més conegut pel seu nom artístic Plan-ET   (Manacor, c. 1999), és un cantant i compositor mallorquí.
Va debutar en el món de la música amb l'EP Solucionam mogudes en 2021 i ja l'any següent va començar a ser conegut amb la publicació del seu disc Kepler-454. Ha participat en diversos festivals de tota l'illa, com el de Treu la Llengua (Inca) el de Mobofest (Lloret de Vistalegre), Caparruts (Capdepera), Satèl·lit Fest (Inca) i l'Acampallengua 2023 (Sa Pobla).
Plan-ET al llarg de la seva trajectòria ha anat arrelant dins la joventut mallorquina i de la resta dels Països Catalans. Ha col·laborat amb diferents artistes mallorquins com Paul CL, Xisk, Maria Hein, na Kate, Miquel de la Mel o Modern York.
Ha estat nominat a millor disc de música Urbana dels premis Enderrock de la Música Balear de 2022 pel seu primer disc.

## Discografia
- 2021: Solucionam mogudes[4]
- 2022: Kepler-454[4][5]
- 2024: Amor Blindat